# Muhammad VIII di Granada
Abū ʿAbd Allāh Muḥammad VIII ibn Yūsuf, al-Mutamassik (in arabo "أبو عبد الله الصغير محمد بن ﻳﻮﺳﻒ, "المتمسك‎?; 1411 – 1431), è stato il quattordicesimo sultano nasride del Sultanato di Granada. Salì al trono nel 1417, anno della morte del padre Yūsuf III. Nel 1419 prese il potere Muḥammad IX al-Aysar, Muḥammad VIII riuscì a riprendere il potere nel 1427, venne spodestato di nuovo da Muḥammad IX al-Aysar nel 1429 e fatto uccidere due anni più tardi.

## Biografia

### Primo regno
La situazione interna del Sultanato di Granada divenne precaria dopo la morte di Yūsuf III, avvenuta il 9 novembre del 1417, gli succedette al trono il figlio maggiore Muḥammad VIII che aveva solo sei anni. Il potere reale fu gestito da ʿAlī al-Amīn, visir del precedente sultano, del clan dei Banū Egas ("Bannigas"). Una famiglia araba rivale, i Banū Sarraj ("Abencerrages"),  iniziò a giocare un ruolo chiave nella vita politica del regno nasride.

### Interregno
La guerra civile scoppiò nel 1419. Questa guerra segnò l'inizio della decadenza del Sultanato di Granada. Una serie di cospirazioni, intrighi e omicidi politici indeboliranno il potere centrale. Gli Abencerages, che erano i governatori di Guadix e Íllora, sollevarono il popolo contro l'autorità del visir ʿAlī al-Amīn e imposero un nuovo candidato per il trono granadino, un nipote di Muḥammad V al-Ghanī, Muḥammad IX al-Aysar.
Muḥammad IX al-Aysar, una volta preso il potere, mise il governo nelle mani del visir Yūsuf ibn al-Sarrāj. La preferenza che il sultano dette a questa famiglia e il disprezzo con cui a volte  trattò il resto della nobiltà granadina contribuì ad aumentare il numero dei suoi nemici. Crebbe in particolar modo il numero dei legittimisti che volevano rimettere sul trono il deposto Muḥammad VIII. Questo gruppo costituiva un potente partito capeggiato da Radwān Bannigas. Crebbe anche il malcontento nella popolazione a causa delle tasse elevate richieste dal sultano per poter pagare i tributi alla Castiglia.
Nel gennaio 1427 tutto questo malcontento scaturì in una rivolta popolare. Muḥammad IX al-Aysar fuggì e trovò rifugio presso il sultano hafside Abū Fāris ʿAbd al-ʿAzīz II in Ifriqiya.

### Secondo regno
Muḥammad VIII al-Mutamassik venne liberato dal carcere dai suoi sostenitori e riebbe il suo trono, anche se per un breve periodo.
Muḥammad VIII affidò il governo all'uomo che gli permise di riconquistare il trono, Radwān Bannigas. Radwān eliminò tutti i funzionari che avevano servito il precedente sultano, compresi i comandanti delle fortezze di frontiera. Muḥammad VIII negoziò una tregua di un anno con la Castiglia, ma ciò non impedì che si verificassero numerosi incidenti di frontiera.
Nell'autunno del 1428, prima che la tregua stipulata nel 1427 scadesse, Muḥammad VIII inviò un'ambasciata a Giovanni II per negoziare un'altra tregua. Giovanni II stava però pensando di attaccare il Sultanato di Granada, finse quindi di accettare la tregua, ma mise delle condizioni inaccettabili per i Granadini. In realtà Giovanni II stava cercando di guadagnare tempo per prepararsi alla guerra. Nel frattempo la situazione nel Sultanato precipitava. 
In Ifriqiya, Muḥammad al-Aysar ottenne il sostegno del sultano Abū Fāris ʿAbd al-ʿAzīz II, ricevendo soldati e armi, al contempo gli alleati granadini di Muḥammad al-Aysar, gli Abencerrages, cercarono il sostegno di Giovanni II. Questo complotto venne scoperto. Radwān Bannigas incarcerò i cospiratori più importanti. Yūsuf ibn al-Sarrāj fuggì in Castiglia in cerca dell'aiuto di Giovanni II, che accettò di aiutare Muḥammad al-Aysar ed inviò un'ambasciata ad  Abū Fāris. Poco dopo l'ambasciatore tornò accompagnato da Muḥammad al-Aysar e cinquecento uomini.
La notizia dello sbarco di Muḥammad al-Aysar a Vera si diffuse rapidamente in tutto il Sultanato di Granada. Almería si arrese ad al-Aysar senza combattere. Muḥammad al-Mutamassik preparò il suo esercito. I due schieramenti si incontrarono nei pressi di Guadix. Ma l'esercito di Muḥammad al-Mutamassik si scompose quando vide l'esercito nemico, e si rifugiò a Granada. Muḥammad al-Aysar marciò verso la capitale, conquistandone la medina l'Albayzín e ponendo sotto assedio la fortezza dove si era asserragliato Muḥammad VIII. Nel frattempo, Malaga, Ronda, Gibilterra e quasi tutte le città del Sultanato vennero conquistate dagli uomini di Muḥammad al-Aysar. Verso la fine del 1429, Muḥammad VIII al-Mutamassik si arrese, facendo appello alla clemenza del vincitore, venne quindi imprigionato a Salobreña.

### Morte
Muḥammad IX al-Aysar temeva una nuova cospirazione contro di lui che rimettesse Muḥammad VIII al-Mutamassik sul trono. Gli Abencerrages ripresero il potere ed intrapresero una violenta persecuzione contro i loro avversari politici,  in particolare modo contro la famiglia Bannigas, i cui membri dovettero fuggire o nascondersi fino a quando non sarebbe arrivato il momento opportuno per una nuova ribellione. Verso la fine di marzo del 1431, Muḥammad al-Aysar prese l'infelice decisione di far uccidere il suo rivale.